# Stichting Ars Floreat
Stichting Ars Floreat (dat de kunst bloeie) werd in 1982 opgericht om de studie van literatuur, kunst en wetenschap te bevorderen. Het accent lag in de praktijk op het kleinschalig uitgeven van spirituele teksten. De filosofische basis wordt gevormd door de Indiase traditie van Advaita Vedanta, ook wel de filosofie van de eenheid (letterlijk: "niet-twee") genoemd. Belangrijke inspiratiebronnen zijn onder meer de Bhagavad gita, de Upanishads, de Bijbel, het werk van  Plato en de gesprekken met Sri Shantananda Sarasvati, vroeger Shankaracharya van Jyotir Math. Doel van deze praktische filosofie is de mens te verheffen boven het niveau van zijn dagelijkse beslommeringen. De activiteiten van Ars Floreat worden pro Deo uitgevoerd door vrijwilligers.
Tegenwoordig is de stichting vooral bekend door haar website, waarop onder meer een aantal PDF-bestanden staat met de volledige teksten van bekende religieuze, spirituele en filosofische werken.